# Arturo Robledo Ocampo
Arturo Robledo Ocampo (Manizales, Colombia, 2 de noviembre de 1930-Bogotá, 2007) fue un arquitecto colombiano, que trabajó principalmente en Colombia.
Se le asocia con el diseño del Parque Metropolitano Simón Bolívar, el más grande e importante de la ciudad de Bogotá, Colombia.

## Biografía
Estudió su bachillerato en el Instituto del Carmen en Bogotá hasta 1946 y posteriormente comenzó sus estudios de arquitectura en la Universidad Nacional de Colombia. Junto con sus compañeros de clase Ignacio Piñeros y Hans Drews escribió su tesis de grado titulada "Nuevo campus para la Universidad de los Andes".
Posterior a su graduación comenzó a trabajar en la firma Cuéllar Serrano Gómez dirigiendo el proyecto para las obras de la Siderúrgica Nacional de Paz de Río en Belén, Boyacá. Igualmente en su carrera trabajó para el Banco Iteramericano de Desarrollo y la Sociedad Robledo Drews y Castro Ltda.
En 1958 dirigió la construcción de los edificios de la planta de Tibitoc de las empresas de Acuerdos de Bogotá localizado en el municipio de Zipaquirá.
En 1982 se dedicó a trabajar en el Plan Maestro del hoy Parque Metropolitano Simón Bolívar, el cual para aquel entonces era un simple lote baldío lleno de ladrones, basura y ratas. 
Se considera que el arquitecto Robledo, fue un visionario de la ciudad en su diseño a largo plazo. Este mérido se lo ganó no solo por los planos del parque, además realizó el diseño del conjunto residencial Nueva Santa Fe de Bogotá y conjunto residencial Calle 100.
Perteneció al grupo de consultores de la Sociedad Colombiana de Arquitectos involucrándose así en el proyecto del Palacio de Justicia.
Fue profesor, decano, vicerrector y rector encargado de la Facultad de Arquitectura en la Universidad Nacional.